# حملة روس بيرو الرئاسية 1992

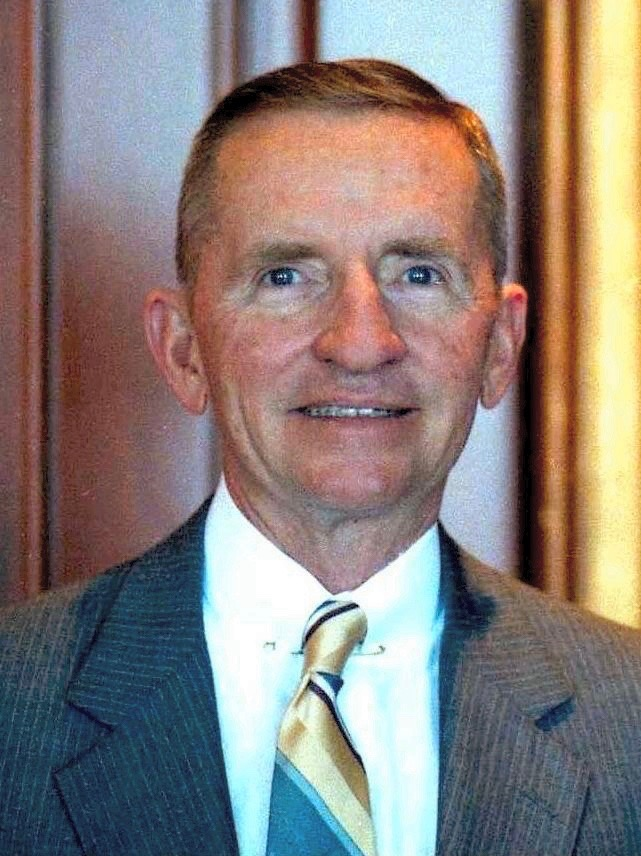
روس بيرو عام 1986

في عام 1992، فشل روس بيرو كمرشح مستقل لرئاسة الولايات المتحدة. لم يسبق لبيرو، الذي يملك مصنعًا في ولاية تكساس، أن شغل منصبًا رسميًا من قبل، على الرغم من امتلاكه خبرات كرئيسًا لعدة شركات ناجحة، كما شارك في الشؤون العامة خلال العقود الثلاثة الماضية. نتيجة الاستياء الأميركي من النظام السياسي، ظهرت المنظمات الشعبية في كل ولاية لمساعدة بيرو على الحصول على بطاقة الاقتراع عقب إعلانه في موسم 20 فبراير 1992 من البرنامج الحواري لاري كينغ لايف. كان جيمس ستوكديل، نائب أميرال متقاعد تابع للقوات البحرية الأمريكية، يعمل كنائب للرئيس بيرو.
وقد ركز بيرو حملته على تنفيذ خططه لموازنة الميزانية الفيدرالية ومواصلة القومية الاقتصادية وتعزيز الحرب على المخدرات بالإضافة إلى إنشاء قاعات إلكترونية في جميع أنحاء البلاد من أجل الديمقراطية المباشرة. وُصِفت وجهات نظره على أنها مزيج من «الشعوبية الشرقية في تكساس مع سحر التكنولوجيا المتطورة». فقد رأى المؤيدون بيرو بطلًا شعبيًا غير سياسي فطن، بينما وصف النقاد المرشح بأنه «استبدادي»  «انفعالي».
موّل «بيرو» معظم حملته الخاصة عن طريق التسويق والدعم الشعبي الواسع النطاق واعتمد عليهما. في بعض الاقتراعات، فاز بيرو بالسباق الثلاثي مع المرشح الجمهوري جورج دبليو. بوش، الذي كان الرئيس الحالي آنذاك، وبيل كلينتون المرشحة الديموقراطية، وحاكمة ولاية أركنساس آنذاك. فقد انسحب في يوليو 1992 وسط جدلٍ، ولكنه عاد مرة أخرى في أكتوبر مشاركًا في جميع المناظرات الرئاسية الثلاث. وبالرغم من تكثيف حملات بيرو الإعلانية على التلفاز في أوقات الذروة، إلا أن لم تعفيه أصوات ناخبيه من الخروج من الجولة الأولى. في يوم الانتخابات، ظهر بيرو في كل لجنة انتخابية تابعة لكل ولاية كنتيجة لمساعيه السابقة. حاز بيرو على أصوات عدة ولايات، واحتل المركز الثاني في ولايتين، بالإضافة إلى حصوله على المركز الثالث بشكل عام، حيث حصل على ما يقرب من 18.97% من نسبة أصوات الناخبين، وأصبح أنجح مرشح رئاسي عن الفئة الثالثة منذ أيام الرئيس تيودور روزفلت في انتخابات 1912.

## نبذة عن حياته

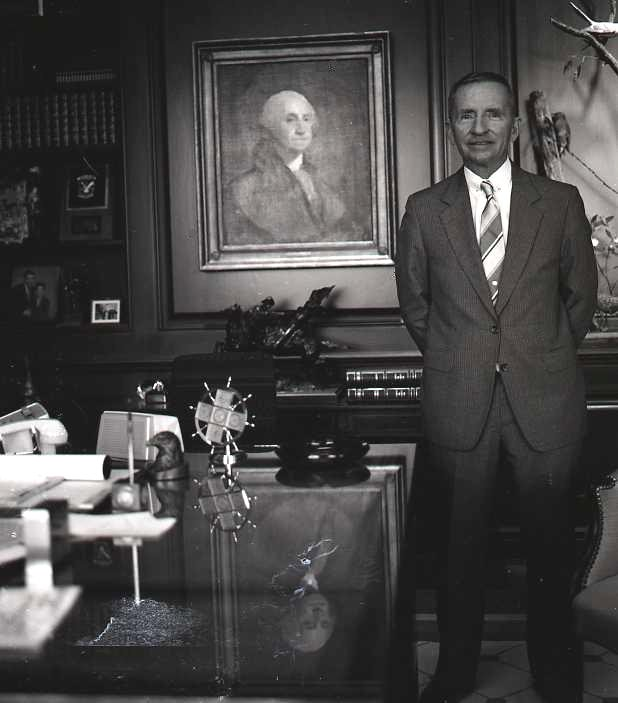
يقف بيرو بجوار صورة لجورج واشنطن في مكتبه عام 1986

لم يتقلّد روس بيرو مناصب عامة، لكنه أدار العديد من الشركات الناجحة وشارك في الشؤون العامة لعقود. بعد أداء خدمته في بحرية الولايات المتحدة في الخمسينات، انضم بيرو لشركة آي بي أم ليعمل كمندوب مبيعات. فقد تجاوزت حصته في المبيعات لمدة عام واحد في أسبوعين فقط. بعد أن تجاهلت الشركة فكرته بخصوص التخزين الإلكتروني، أسس شركة إلكترونك داتا سيستمز في عام 1962،  وتعاقدت بعد ذلك مع الحكومة الأمريكية من أجل تخزين سجلات الرعاية الصحية. جنى بيرو ثروة من الشركة، وبحلول عام 1968، أطلقت عليه مجلة فورتشن أنه «الأثرى والأسرع في تاكساس». أنجز بيرو أشهر مشروع له مع الشركة عام 1979، عندما أرسل ميليشيا خاصة إلى إيران في خضم الثورة الإرانية لإنقاذ اثنين من موظفيه أودعوا بالسجون. كان هذا الحدث مصدرًا لإلهام رواية أون وينجز أوف أيجلز، التي كُتبت عام 1983.في نهاية المطاف باع بيرو شركته لشركة جنرال موتورز عام 1984 مقابل 2,55 مليار دولار وأسس شركة بيرو سيستمس عام 1988. وبحلول عام 1992، قُدرت ثروته بأنها قرابة ثلاثة مليارات دولار.
كان بيرو بمثابة الصقر في حرب فيتنام، والناصر للجنود الأمريكيين الذين احتجزوا كأسرى حرب وكافلًا لأسرهم. خلال الحرب، ساعد الجنود عن طريق توفير الإمدادات وحشد التجمعات للعودة إلى ديارهم. فيما يخص الشؤون العامة، قاد لجنة الحرب ضد المخدرات التي انعقدت في مدينة تكساس عام 1979، بناءً على طلب من الحاكم الجمهوري بيل كليمنتس، كما وَلاّه الحاكم الديمقراطي مارك وايت مسؤولية اللجنة المختارة للتعليم العام عام 1983. كانت قضية أسرى حرب فيتنام ومفقودينها من أعز الجهود السياسية على بيرو. لقد عمل على نطاق واسع لتحرير الجنود الذين اعتقد أنهم فقدوا، بل وشارك في محادثات دبلوماسية سرية مع الحكومة الفيتنامية، مما أثار استياء البيت الأبيض الذي يُقيم به ريجان. فقد كان بيرو داعمًا للرئيس رونالد ريغان ووصفه بأنه «رئيس عظيم» عام 1986، حتى إنه تعهد بتقديم 2.5 مليون دولار لدعم مكتبته الرئاسية، لكن العلاقة توترت بعد أن أُرسِل بيرو في رحلة إلى هانوي، وعُرف بعد ذلك أن الإدارة لم تأخذ قضية المفقودين في القتال وأسرى الحرب على محمل الجد. لذا سحب تعهده بدعم المكتبة عام 1987، بناءً على مسألة المفقودين في القتال وأسرى الحرب، بالإضافة إلى خيبة أمله من تصرفات الإدارة خلال قضية إيران-كونترا. ثم أصبح ناقدًا لإدارة جورج دبليو بوش وعارض حرب الخليج عام 1991.

## حملة مبدئية
ظهر روس بيرو في موسم 20 فبراير من برنامج "لاري كينغ لايف" على شبكة CNN، ظهوره الرابع على العرض منذ عام 1991. بعد مقابلة حيوية بشأن قضايا سياسية، سأل كينغ مباشرة بيرو إذا كان هناك "أي سيناريو يمكن أن يترشح من خلاله للرئاسة." فصرح بيرو بثبات أنه لا يود الترشح، ولكن بشكل عفوي أكد أنه سيبدأ حملة إن وقع "العامة" عرائض وساعدوه في الوصول إلى صناديق الاقتراع في جميع الولايات الخمسين. فقد أسس بيرو مركز اتصالات في مكتبه في 12 مارس، يعمل بها متطوعون لإعلام الناخبين والمؤيدين المهتمين بكيفية مساعدتهم في حملته المحتملة. يرى المؤيدون المرشح على أنه "رجل أعمال... يمكنه إنجاز الأمور... وكذلك يهتم بشعبه". لقد كانوا غاضبين من الرئيس بوش لأنه نكث بوعده بعدم زيادة الضرائب. وتوقعت صحيفة نيويورك تايمز أن سياسة "شخصية المعارض للقيم، وعدم أخذ أي سجناء والسياسات مناهضة  سوف تستقطب "الناخبين المحبطين الغاضبين". ولكن المستشار الجمهوري كارل روف توصف بيرو بأنه "رجل طائش غير مختبر". ورفض أي تبرعات مالية أكثر من 5 دولار،  وذكر أنه شخصيا يمول الحملة المحتملة. بيرو أنفق 400,000 دولار من أمواله الخاصة في الشهر الأول،  إلا أنه نشر هذه الرسالة بشكل كبير عبر التلفزيون، متوجًا بخطاب نادي الصحافة الوطني في 18 مارس، والذي تم بثه على سي-سبان.

### مساعٍ سابقة

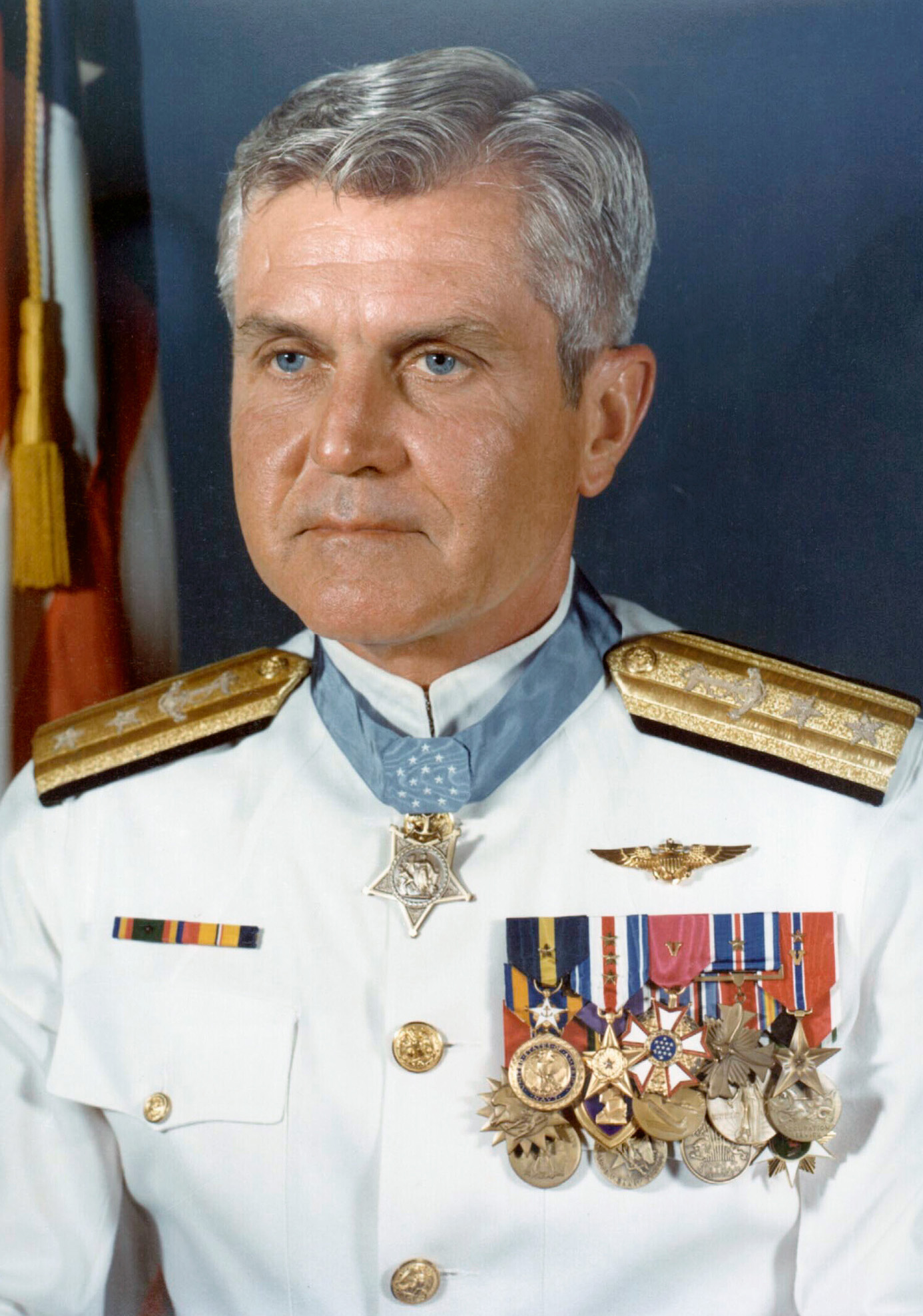
جيمس ب. ستوكديل المرشح لمنصب نائب الرئيس بيرو

افتتحت منظمات «مشروع بيرو» في جميع أنحاء البلاد، ونسق توم ليوس، صديق بيورت والفرع العقاري لأنظمة بيرو، حملة طلبات العريضة إلى حد كبير   للمساعدة في تأمين مكان للمرشح في كل اقتراع حكومي. في ذروة الجهود، ورد 18,000 مكالمة في وقت واحد لمركز اتصالات بيرو بعد أن ظهر في برنامج فيل دوناهو. في وقت من الأوقات، وردت 30,000 مكالمات هاتفية في ساعة واحدة. أفاد تشركة MCI للاتصالات أن وردت أكثر من مليون مكالمة خلال الأيام العشرة الأولى من تفعيل مركزاتصالات بيرو. في ذلك الوقت، أظهرت الاستطلاعات الرئاسية حصول بيرو على تأييد 21٪ من الناخبين، و14 نقطة وراء المرشح الرئاسي الديمقراطي المحتمل بيل كلينتون و16 نقطة خلف الرئيس بوش. وعلى الرغم من هذا، لم يكن هناك سوى ثلث الناخبين المحتملين يعرفون ما يكفي عن بيرو لتكوين صورة واضحة عنه. شريحة كبيرة من الداعمين لبيرو جاءت من رونالد ريغان ومنظمي الأعمال والمحافظين في الضواحي من الذين يُعدوا من «الجمهوررين المناصرين لبيرو»، اتفقوا مع المغزى الرئيسي لحملته، على الرغم من أنهم يختلفون مع موقف الحركة المؤيدة للإجهاض. كما شارك الوافدون السياسيون الجدد في الجهود التطوعية أيضًا.
طالبت خمس وعشرون ولاية أن يكون للمرشح الرئاسي نائبًا في الانتخابات للظهور في ورقة الاقتراع. ونتيجة لذلك، عين بيرو نائبًا متقاعداً وهو الأميرال جيمس ب. ستوكديل، الذي حصل على وسام الشرف من أجل أعماله خلال 7 أعوام ونصف من الأسر كسجن حرب خلال حرب فيتنام، بصفته نائبه «المؤقت» في وقت متأخر من شهر مارس سيبقى ستوكديل في المنصب طوال الحملة. واقترح تقرير لجريدة بوسطن غلوب أن رئيس جامعة بوسطن جون سيلبر كان يعتبر أيضا نائبًا للرئيس خلال مقابلة أجرتها معه وكالة أسوشيتد برس في أبريل، علّق بيرو أنه قد يبدأ حملة قبل أن يتمكن مؤيدوه من الوصول إلى صناديق الاقتراع في جميع الولايات. في نيويورك، بدا أن الوصول إلى الاقتراع أكثر من أي ولاية أخرى. خلال فترة الصيف التي تستمر خمسة أسابيع، ستكون الحملة مطالبة بجمع 20.000 توقيع من الناخبين غير الأساسيين، بما في ذلك 100 من كل نصف دوائر الولاية في الكونغرس. اعترف بيرو بأنه قد لا يظهر على ورقة الاقتراع في الولاية، لكنه ذكر أنه سيترشح للرئاسة على أية حال.
على مدار شهر أبريل، استمرت المساعِ السابقة، فقد ظهر بيرو على البرامج الحوارية لمناقشة خططه ومواقفه في القضايا السياسية. خلال ظهور له في برنامج لاري كينغ لايف، ذكر بيرو أنه كان أقرب إلى اتخاذ قرار بشأن حملة محتملة، وأنه كان على استعداد لإنفاق 100 مليون دولار من ماله الخاص لتمويلها. وفي برنامج توداي كان في مقابلة مع كاتي كوريك، واقترح عليه تقليل خدمات الرعاية الطبية والضمان الاجتماعي «للناس الذين لا يحتاجون إليهما». كما ظهر في برنامج فيس ذا نيشن في وقت لاحق من الشهر، وقال بإن الأميركيين الأثرياء يجب أن ينفقوا أكثر من الأميركيين العاديين للقضاء على عجز الميزانية. وقد طعن تيم روسيرت أرقام ميزانيته في برنامج ميت ذا برس، خلال مقابلة ساخنة، التي بعدها انسحب بيرو المحبط من السباق. هذا وقد عرضت شبكة سي-سبان خطابًا لبيرو، أعلن فيه أنه يأمل في إدارة حملة دون «مصالح شخصية» لتجنب «الحيل القذرة» للحملات الماضية على حد وصفه. بعد هذا الظهور، أوضح مستشار الحملة ريمون ستروثر لبيرو أن المحترفين مثل  المستفتي مارك بين كانوا أساسيين لنجاح الحملة. في أواخرأبريل، عين بيرو المحررالسابق شيكاغو تريبيون محرر جيمس سكويرز متحدثًا باسمه للتعامل مع حجم طلبات المقابلات الشخصية الكبير من وسائل الإعلام. وفي نهاية الشهر، أدرك بيرو أنه قد قضى الكثير من الوقت في البرامج والحوارات التليفزيونية، وأعلن أنه سوف يقضي الأسابيع القليلة المقبلة مركزًا على القضايا بشكلٍ أكبر.

### المرشح الأوفر حظًا
بحلول شهر مايو، كان بيرو يرأس استطلاعات الرئاسة في كل من تكساس وكاليفورنيا. وأصبحت حملات الترشح لكلا من بوش وكلينتون قلقة من الترشيح، وتسائلا علانيةً عما إذا كان بإمكان «بيرو» الاستمرار في «اللعب وفق قواعده الخاصة». حاولوا خفض رتبة «بيرو» من مكانته «كبطل شعبي» إلى سياسي، من خلال تسليط الضوء على «العيوب المزعومة في شخصيته». وفي تلك الأثناء، ركز بيرو على جعل مناصبه السياسية أكثر وضوحا كما وعد. وقد عين جون بي وايت، الذي شغل منصب مسؤول الميزانية في عهد الرئيس جيمي كارتر، للعمل على منصته الاقتصادية. وفي غضون ذلك، أفادت حملات الالتماسات في كل ولاية أنها حصلت على ما يكفي من التوقيعات لوضع «بيرو» في ورقة الاقتراع الخاصة بيوم الانتخابات. ظهرت تكهنات في وسائل الإعلام بأن بيرو يعتزم تقسيم الهيئة الانتخابية وإجبار مجلس النواب الأمريكي على اتخاذ قرارًا بشأن الرئاسة.  في هذا الوقت، عُين هال ريني، الذي عمل في حملة رونالد ريغان عام 1984 وكان مشهورًا بإعلان «صباح الخير في أمريكا»، كمستشار للإعلانات. عندما كشفت شركة ريني عن تكلفة الإعلانات خلال الاجتماع، ورد أن «بيرو» انقلبت،  وسأل «لماذا أُنفق كل ذلك في حين أنه يمككني الظهور في برنامج اليوم مجانًا؟»  أنتج ريني عدة إعلانات خلال الحملة التي لم تُبث مطلقً.
على الرغم من أنه لم يطلق حملة أو إعلان، فقد فاز بيرو بنصيب كبير من الأصوات في الانتخابات التمهيدية للحزب الديمقراطي والجمهوري في أوريغون وواشنطن في منتصف مايو. في الانتخابات التمهيدية بولاية أوريغون، فقد قام 13٪ من الديمقراطيين و15٪ من الجمهوريين بالتصويت له. أظهر نتائج اللجان الفرعية تفضيل بيرو على كلينتون وبوش في الانتخابات التمهيدية لحزبهما. في نهاية شهر مايو، دعا بيرو بوش إلى «الصعود إلي المنصة»، مدعيا أن الرئيس كان يستخدم نوابه لمهاجمته. لتعزيز فريقه الخاص، أجرت حملة «بيرو» مقابلة مع جيمي كارتر مدير الحملة الانتخابية لعام 1976 ورئيس موظفي البيت الأبيض هاملتون جوردان ومدير حملة رونالد ريغان عام 1984 إد رولنز لشغل منصب في الحملة. في نهاية المطاف، تعاقد معهم كمديرين للحملة المشتركة. في 29 مايو، أنهى «بيرو» توقفه الحواري بعد التحدث مع «باربارا والترز» في 20/20. ناقش خطته المكونة من ثلاثة أجزاء لموازنة الميزانية، بدءاً من قانون الكونغرس للحد من الإنفاق، يليه خفض من تبذير الحكومة، سيكون أكثر تحديدًا في الأسابيع القادمة، وإصلاح النظام الضريبي الحالي. وخلال المقابلة، قال بيرو إنه سيتجنب إضافة المثليين إلى وزارته لمنع «نقطة الخلاف مع الشعب الأمريكي». ورغم ذلك، علق قائلاً «ما يفعله الناس في حياتهم الشخصية هو شأن خاص بهم».
وقد قامت الحملة بتعيين فرانك لاونتز، وهو خبير استطلاعات سابق كان يعمل لحساب بات بوكانان، إلى جانب رئيس لجنة الحزب الجمهوري السابق تشارلز ليونارد. وذكرت صحيفة «نيويورك تايمز» أن «بيرو» سعى لمساعدة النشطاء للبحث عن وثائق محكميةٌ وفيدراليةٌ للعثور على معلومات قد تنعكس بشكل سيئ على المرشح المحتمل حتى يتمكن من الاستعداد للاستجابة. في الجولة الأخيرة من الانتخابات التمهيدية للحزب الديمقراطي والجمهوري، ولا سيما في كاليفورنيا، كشفت استطلاعات الرأي أن 42٪ من الجمهوريين و33٪ من الديمقراطيين فضلوا بيرو. وقد كشف استطلاع أجرته مجلة «مجلة تايم» أن «بيرو» حصل على تأييد 37٪ من جميع الناخبين، متقدما على كل من بوش وكلينتون حيث حصل كلاهما على المرتبة الثانية بنسبة 24٪. وفي هذا الوقت، أصبح نائب الرئيس دان كوايل أكبر عضو في إدارة بوش لانتقاد بيرو، واصفًا إياه بأنه «رجل أعمال متقلب المزاج».
قام بيرو بحملة في ولاية كاليفورنيا في منتصف يونيو، وعقد مسيرة حضرها 7000 شخص في سكرامنتو حيث تعرض لبعض الأشخاص يقاطعوا حديثه قائلون «تحدث عن القضايا!» وتحدث سرا مع زعماء سود وآسيويين في لوس أنجلوس لمناقشة العلاقات بين الأعراق في أعقاب أحداث الشغب التي وقعت في لوس أنجلوس. بعد ذلك، ألقى خطابا أمام جمهورمعظمهم من البيض في مقاطعة أورانج عن العلاقات بين الأعراق، لكنه لم يتخذ موقفا بشأن العمل الإيجابي. أنهى بيرو حملته الانتخابية في كاليفورنيا في إيرفين قبل السفر إلى الأحداث في كولورادو وماساشوستس. في نهاية الشهر، عقدت مؤتمرات ترشيح كبيرة في واشنطن ودول أخرى لوضع اللمسات النهائية لتشمل بيرو على ورقة الاقتراع. خاطب بيرو الاتفاقيات، المكونة بشكل كبير من أفراد «ذوي ملابس جيدة ومتوسطة العمر» أو تحدث عن تحسين نظام التعليم واستعادة أمريكا «حيث ترك أبواب المناقشة مفتوحة» ومع اقتراب شهر يونيو من نهايته، ظهرت تكهنات بأن بيرو كان يخطط لاتفاقية وطنية لمتابعة الاتفاقيات الديمقراطية والجمهورية الوطنية.

## التراجع والانسحاب
في يوليو، نُشرت على الملأ بعض أعمال بيرو السابقة، بما في ذلك تحقيق خاص لعائلة بوش في أواخر الثمانينات، في وسائل الإعلام، مما تسبب في إحباط الحملة. وألقى «بيرو» اللوم على تقارير «فريق البحث الجمهوري» وزعم أنه حُذر بأن لديه «سجلًا نظيفًا»، لذا سيحاول الكثيرون النيل من سمعته وتدميره. حاول مسؤولو الحملة وضع إستراتيجية جديدة لمكافحة الصحافة السلبية، وإنهاء استخدام بيرو للتعميمات حول القضايا. وقد حاول بيرو اقناع برنادين هيلي، رئيسة المعاهد الوطنية للصحة، بأن تكون مرشحة لمنصب نائب الرئيس، لكنها رفضت. .